# Junya Inoue
Pour les articles homonymes, voir Inoue.
井上淳哉
Œuvres principales
Première œuvre : Otogi Matsuri
Autres ouvrages :
- BTOOOM!

Junya Inoue (井上淳哉), parfois surnommé Joker Jun, est un dessinateur japonais né le 18 octobre 1971 dans la préfecture de Kōchi et connu principalement pour son manga en plusieurs volumes Otogi Matsuri ainsi que pour ses illustrations réalisées pour plusieurs shoot'em up de la société Cave de 1997 à 2002.
Son surnom « Joker Jun » vient du fait qu'en 1992 il ait été embauché par Toaplan en tant que « joker », Junya Inoue étant à l'époque le cinquante troisième employé de la société.

## Biographie
À la fin de ses études à Kōchi sur l'île de Shikoku, Junya Inoue postule pour travailler chez Sega et Konami mais il échoue. C'est chez la société Toaplan qu'il commence sa carrière en 1992 sur le jeu Dogyūn. Il dessine ensuite les personnages du jeu Batsugun en 1993 et les illustrations du beat them all Knuckle Bash. Quelques mois plus tard Toaplan fait faillite et Junya Inoue rejoint la société Gazelle fraîchement créée en compagnie d'anciens employés de la société Toaplan où il travaillera sur deux jeux, Air Gallet et Pretty Soldier Sailor Moon en tant que graphiste. Il quitte ensuite Gazelle pour rejoindre Cave en 1996 où il retrouvera d'autres anciens employés de Toaplan.
Le premier jeu Cave sur lequel Junya Inoue travaille est le shoot them up DoDonPachi où il est un des graphistes du jeu. Puis en 1998, il est directeur artistique sur le jeu ESP Ra.De. dans lequel il prête aussi sa voix pour un personnage, de même que sur le jeu Guwange un an plus tard. C'est avec les artworks colorés d’ESP Ra.De. et de Guwange que Junya Inoue se fait connaitre des amateurs de shoot'em up. Au sommet de sa carrière, Junya Inoue prend une place de plus en plus importante chez Cave en étant directeur sur Progear en 2001 en plus de dessiner les sublimes illustrations du jeu.
Après avoir participé au développement de DoDonPachi Dai Ou Jou, Junya Inoue démissionne de Cave en 2002 pour faire carrière dans le manga.
Dès 2002, Junya Inoue publie le manga Otogi Matsuri dans le magazine Comic Gum puis en plusieurs tomes. La série comporte douze tomes, certains devenant difficile à trouver à cause d'une rupture de stock sans réédition. En 2005, il dessine quelques yōkai pour le film Yokai Daisenso.
En 2007, il rejoint à nouveau la société Cave en tant que directeur artistique sur le shoot them up Death Smiles.
De juin 2009 à mai 2018, il publie le manga BTOOOM!, basé sur un jeu vidéo. En juin 2013, il lance une nouvelle série intitulée La Vie en Doll dans le magazine Jump Kai puis Ultra Jump.